# 过氧化铬
过氧化铬（CrO5）又称五氧化铬，是一种不稳定的过氧化物，可由铬酸盐（例如铬酸钠）溶液与酸化的过氧化氢溶液反应制得。一般呈黄色的铬酸盐形成过氧化铬后转变为特征性的深蓝褐色。金属的铬酸盐与过氧化氢和酸一起反应生成过氧化铬、水和对应酸根离子的盐：
M2CrO4 + 2 H2O2 + 2 H+ → CrO5 + 3 H2O + 2 M+
几秒过后，它迅速分解成为绿色的三价铬化合物。 为避免分解，可用乙醚或戊醇萃取，这样蓝色可以保持较长时间，以便观察。再加入碱，就可以析出五氧化铬晶体。
2 CrO5 + 7 H2O2 + 6 H+ → 2 Cr3+ + 10 H2O + 7 O2
这种化合物中含有一个氧配体和两个过氧配体，使得每个铬原子与多达五个氧原子形成化学键。

## 衍生物
五氧化铬的乙醚络合物、联吡啶络合物以及上面的吡啶络合物在有机化学中是有效的氧化剂。 五氧化铬吡啶络合物复杂的晶体结构已经被确定。 五氧化铬吡啶络合物的空间构型为五角锥，而联吡啶络合物为五角双锥。

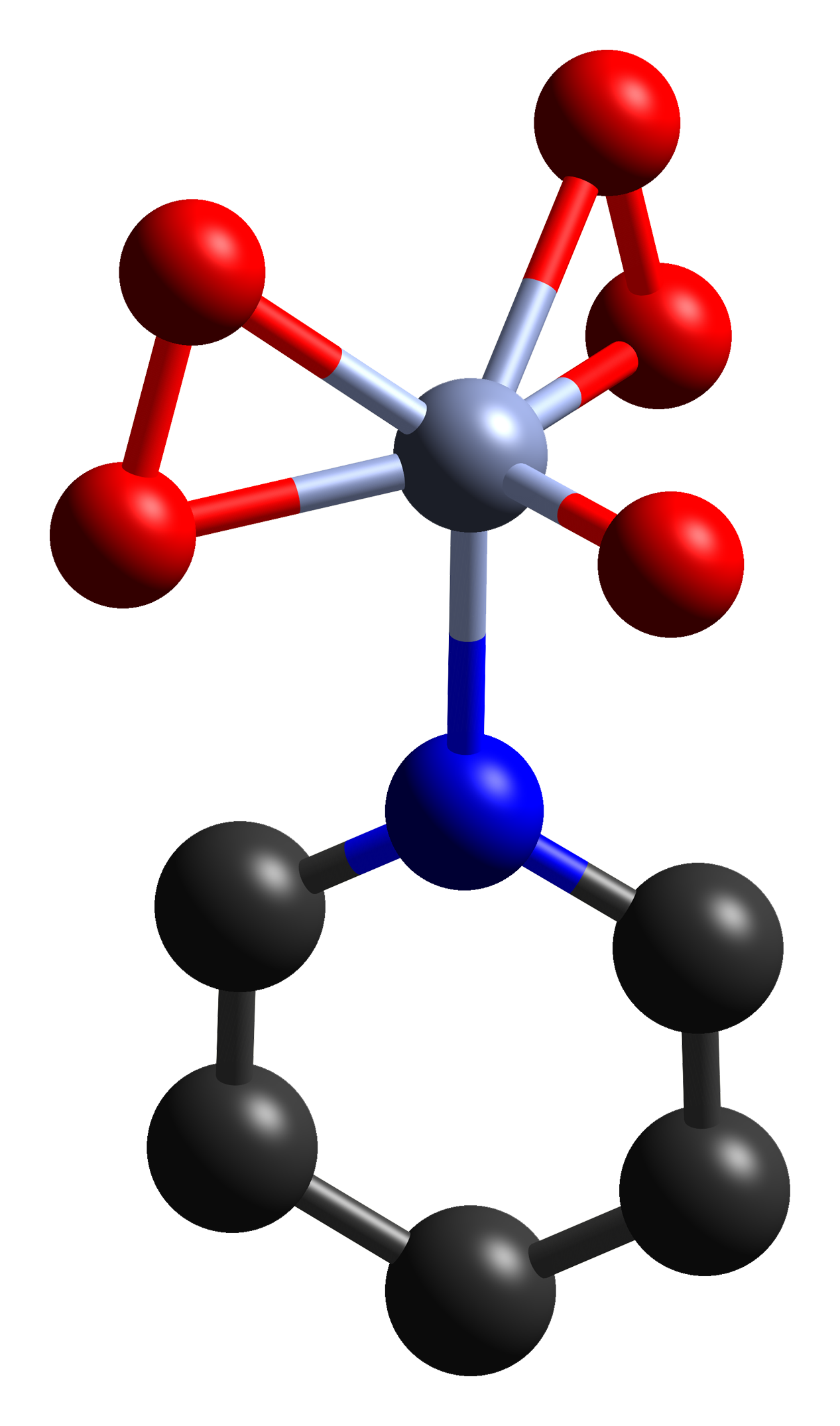
CrO_{5}与吡啶形成的配合物的结构

## 其他铬的过氧化物
通过控制不同的反应条件，还可以制得其他更不稳定的过氧化物，例如紫黑色的(NH4)2[Cr2O2(O2)6]·2H2O久置会变质成铬酸铵，如暴露在空气中受热则剧烈分解为三氧化二铬。红棕色的M3[Cr(O2)4]（M代表碱金属离子）有顺磁性，空间构型类似与十二面体（D2d），室温下能稳定存在几个月。

## 图片

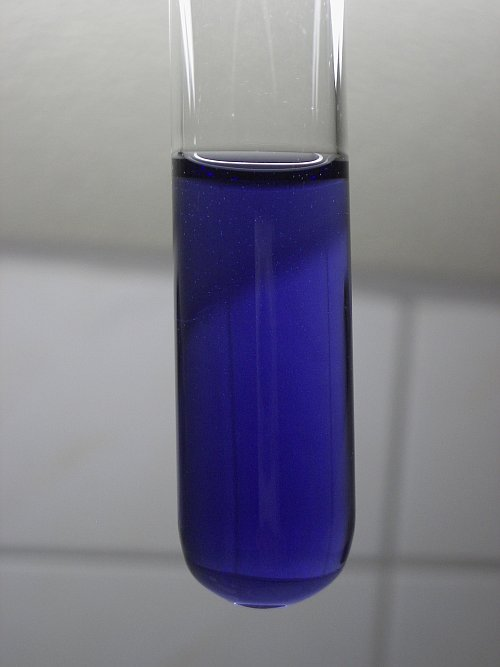
过氧化铬的水溶液
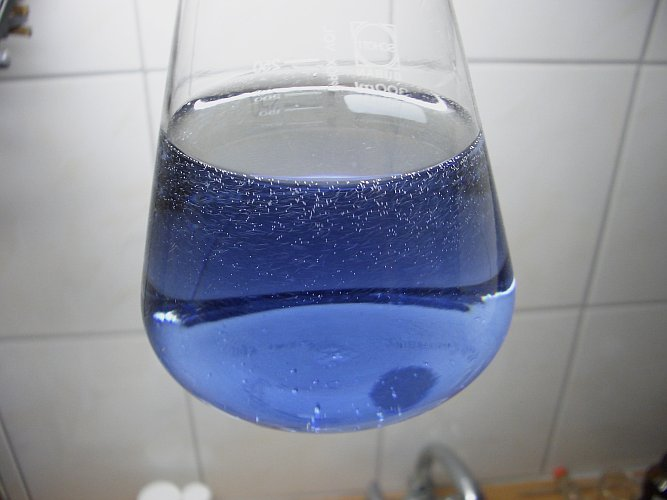
非常稀的过氧化铬溶液
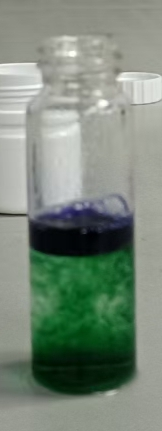
乙酸乙酯中的过氧化铬